# Cannomois
Cannomois  es un género con siete especies de plantas herbáceas perteneciente a la familia Restionaceae. Es originario de Sudáfrica en la Provincia del Cabo.

## Especies deCannomois
- Cannomois aristata Mast., Bot. Jahrb. Syst. 29(66): 19 (1901).
- Cannomois congesta Mast. in W.H.Harvey & auct. suc. (eds.), Fl. Cap. 7: 143 (1897).
- Cannomois nitida (Nees ex Mast.) Pillans, Trans. Roy. Soc. South Africa 16: 418 (1928).
- Cannomois parviflora (Thunb.) Pillans, Trans. Roy. Soc. South Africa 16: 415 (1928).
- Cannomois scirpoides (Kunth) Hochst., Flora 28: 340 (1845).
- Cannomois taylorii H.P.Linder, S. African J. Bot. 56: 453 (1990).
- Cannomois virgata (Rottb.) Hochst., Flora 28: 340 (1845).